# Natore (Distrikt)

Lage von Natore in Bangladesch

Natore (bengalisch: নাটোর) ist ein Distrikt in Rajshahi. Die im Hauptstadt des Distrikts bildet die gleichnamige Stadt Natore. Die Gesamtfläche des Distrikts beträgt 1900,2 km². Der Distrikt setzt sich aus 7 Upazilas zusammen. Der größte Teil des Bezirks Natore besteht aus Flachland.
Natore grenzt im Norden an die Bezirke Naogaon und Bogra, im Süden an die Bezirke Pabna und Kushtia, im Osten an die Bezirke Pabna und Sirajganj und im Westen an den Bezirk Rajshahi. Der Distrikt hat 1.706.673 Einwohner (Volkszählung 2011). Die Alphabetisierungsrate liegt bei 49,6 % der Bevölkerung. 93,2 % der Bevölkerung sind Muslime, 6,1 % sind Hindus und 0,7 % sind Christen, Buddhisten oder sonstige.
Das Klima ist tropisch und das ganze Jahr über warm. Die jährliche Durchschnittstemperatur dieses Distrikts variiert von maximal 37,8 Grad Celsius bis minimal 11,2 Grad. Die jährliche Niederschlagsmenge beträgt 1862 mm (2011) und die Luftfeuchtigkeit ist ganzjährig hoch.
Die Wirtschaft des Distrikts ist vorwiegend von der Landwirtschaft geprägt. Laut der Volkszählung von 2011 arbeiten 70,6 % der Arbeitskräfte in der Landwirtschaft, 24,4 % im Dienstleistungssektor (meist in informellen Verhältnissen) und 5,0 % in der Industrie.